# Сполдінг (округ, Джорджія)
Шаблон:StateAbbr_ 33°16′ пн. ш. 84°17′ зх. д. / 33.26° пн. ш. 84.28° зх. д.
Округ Сполдінг (англ. Spalding County) — округ (графство) у штаті Джорджія, США. Ідентифікатор округу 13255.

## Історія
Округ утворений 1851 року.

## Демографія
За даними перепису
2000 року
загальне населення округу становило 58417 осіб, зокрема міського населення було 34745, а сільського — 23672.
Серед мешканців округу чоловіків було 28182, а жінок — 30235. В окрузі було 21519 домогосподарств, 15783 родин, які мешкали в 23001 будинках.
Середній розмір родини становив 3,12.
Віковий розподіл населення поданий у таблиці:
| Стать    | До 15 років | 15-21 | 22-29 | 30-39 | 40-49 | 50-65 | 65-85 | Понад 85 |
| -------- | ----------- | ----- | ----- | ----- | ----- | ----- | ----- | -------- |
| Чоловіки | 6916        | 2884  | 3068  | 4216  | 4126  | 4350  | 2445  | 177      |
| Жінки    | 6496        | 2808  | 3252  | 4374  | 4337  | 4752  | 3596  | 620      |

## Суміжні округи
- Клейтон — північ
- Генрі — північний схід
- Баттс — схід
- Ламар — південний схід
- Пайк — південний захід
- Мерівезер — захід
- Ковета — захід
- Файєтт — північний захід

## Виноски
1. ↑  U.S. Decennial Census. United States Census Bureau. Архів оригіналу за 12 травня 2015. Процитовано 26 червня 2014.
2. ↑  Historical Census Browser. University of Virginia Library. Архів оригіналу за 26 грудня 2013. Процитовано 26 червня 2014.
3. ↑  Population of Counties by Decennial Census: 1900 to 1990. United States Census Bureau. Архів оригіналу за 2 лютого 2019. Процитовано 26 червня 2014.
4. ↑  Census 2000 PHC-T-4. Ranking Tables for Counties: 1990 and 2000 (PDF). United States Census Bureau. Архів оригіналу (PDF) за 18 грудня 2014. Процитовано 26 червня 2014.
5. ↑  State & County QuickFacts. United States Census Bureau. Архів оригіналу за 20 лютого 2016. Процитовано 26 червня 2014. [Архівовано 2016-02-20 у Wayback Machine.](англ.) Наведено за англійською вікіпедією.
6. ↑  American FactFinder. Бюро перепису населення США. Архів оригіналу за 26 лютого 2012. Процитовано 31 січня 2008. [Архівовано 2008-05-21 у Wayback Machine.]

| США | Це незавершена стаття з географії США. Ви можете допомогти проєкту, виправивши або дописавши її. |